# 吐鯤保駅
座標: 北緯46度39分5秒 東経141度51分22秒 / 北緯46.65139度 東経141.85611度
吐鯤保駅（とこんぼえき）は、かつて樺太本斗郡本斗町に存在した南樺太炭鉱鉄道の駅である。

## 歴史
- 1931年（昭和6年）10月1日：南樺太炭鉱鉄道開通により開業[1]。
- 1945年（昭和20年）
  - 3月：南樺太炭鉱鉄道は帝国燃料興業株式会社に合併されて、帝国燃料興業内幌線の駅となる。
  - 8月：ソ連軍が南樺太へ侵攻、占領し、駅を含め全線がソ連軍に接収される。
- 1946年4月1日：ソ連国鉄に編入。

## 駅名の由来
当駅の所在する地名からであり、地名はアイヌ語の「トコム・ポ」（瘤 ＝土の瘤状の山）、「トコン・ポ」（小山（のある所））による。「平磯の切れ間」のトコンポに由来する説もある。 

## 運行状況
- 本斗駅 - 内幌炭山駅間で1日4往復していた。

## 隣の駅
南樺太炭鉱鉄道
本斗駅 - 吐鯤保駅 - 気主駅